# Glacier de la Girose
Le glacier de la Girose est un glacier de France situé dans le massif des Écrins.

## Géographie

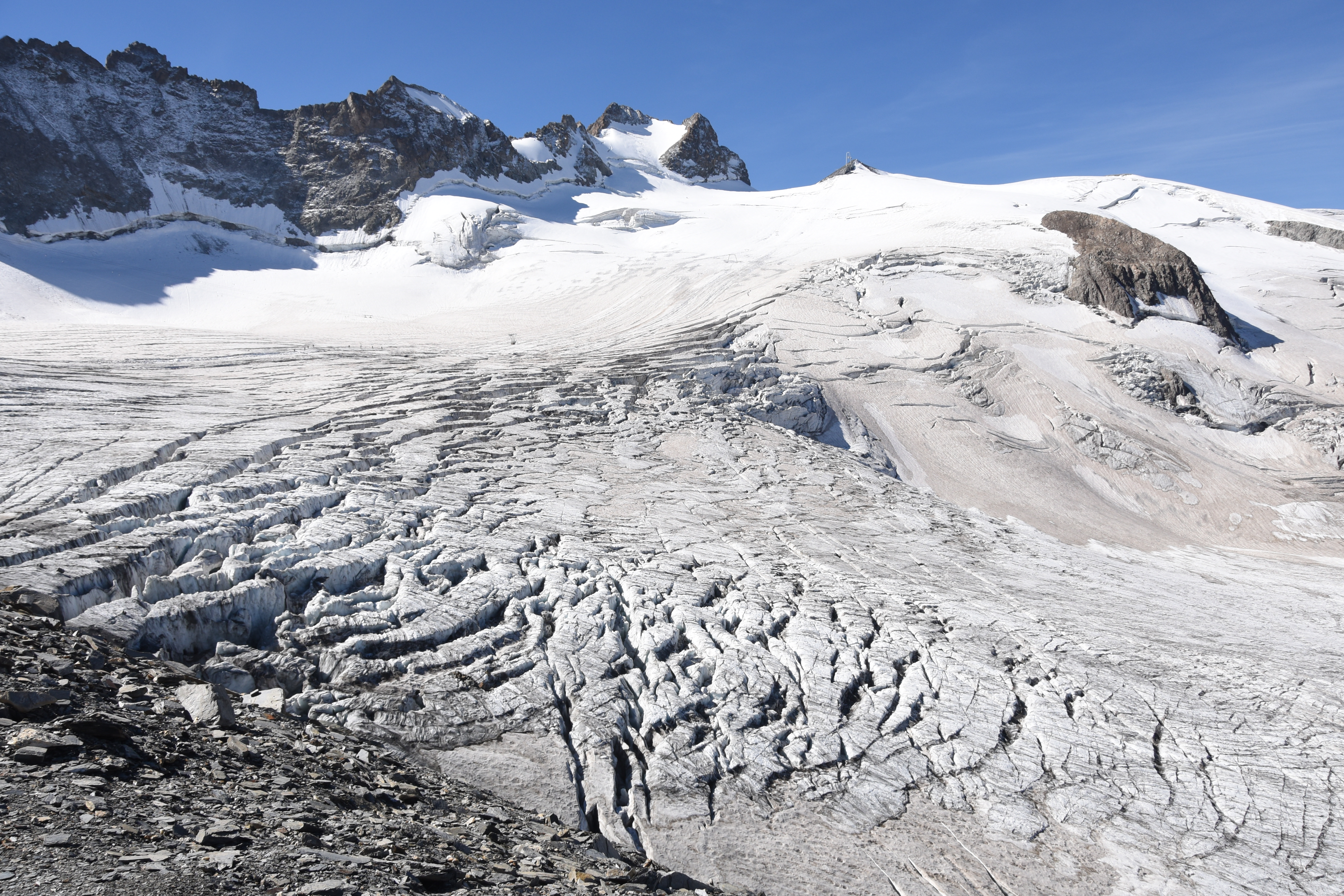
Le glacier de la Girose et le pic de la Grave vus depuis le col des Ruillans.

Il s'étend sur l'ubac du pic de la Grave, au-dessus de la combe de Malaval. Il est entouré à l'ouest par le glacier de Mont-de-Lans et à l'est par ceux du Vallon et du Râteau. Il s'élève entre environ 3 600 mètres d'altitude juste sous le sommet du pic de la Grave — avec plusieurs dômes de glace dont le dôme de la Lauze à 3 559 mètres d'altitude et la crête de Puy Salié à 3 527 mètres d'altitude — et environ 2 800 mètres d'altitude à son front glaciaire.
La majorité du glacier se trouve sur le territoire de la commune de La Grave dans le département des Hautes-Alpes avec une petite partie en amont au niveau du dôme de la Lauze sur celui de Saint-Christophe-en-Oisans en Isère. Il est inclus dans l'aire d'adhésion du parc national des Écrins, la limite de la zone cœur du parc passant au Râteau et au pic de la Grave en contournant le glacier.

## Aménagements

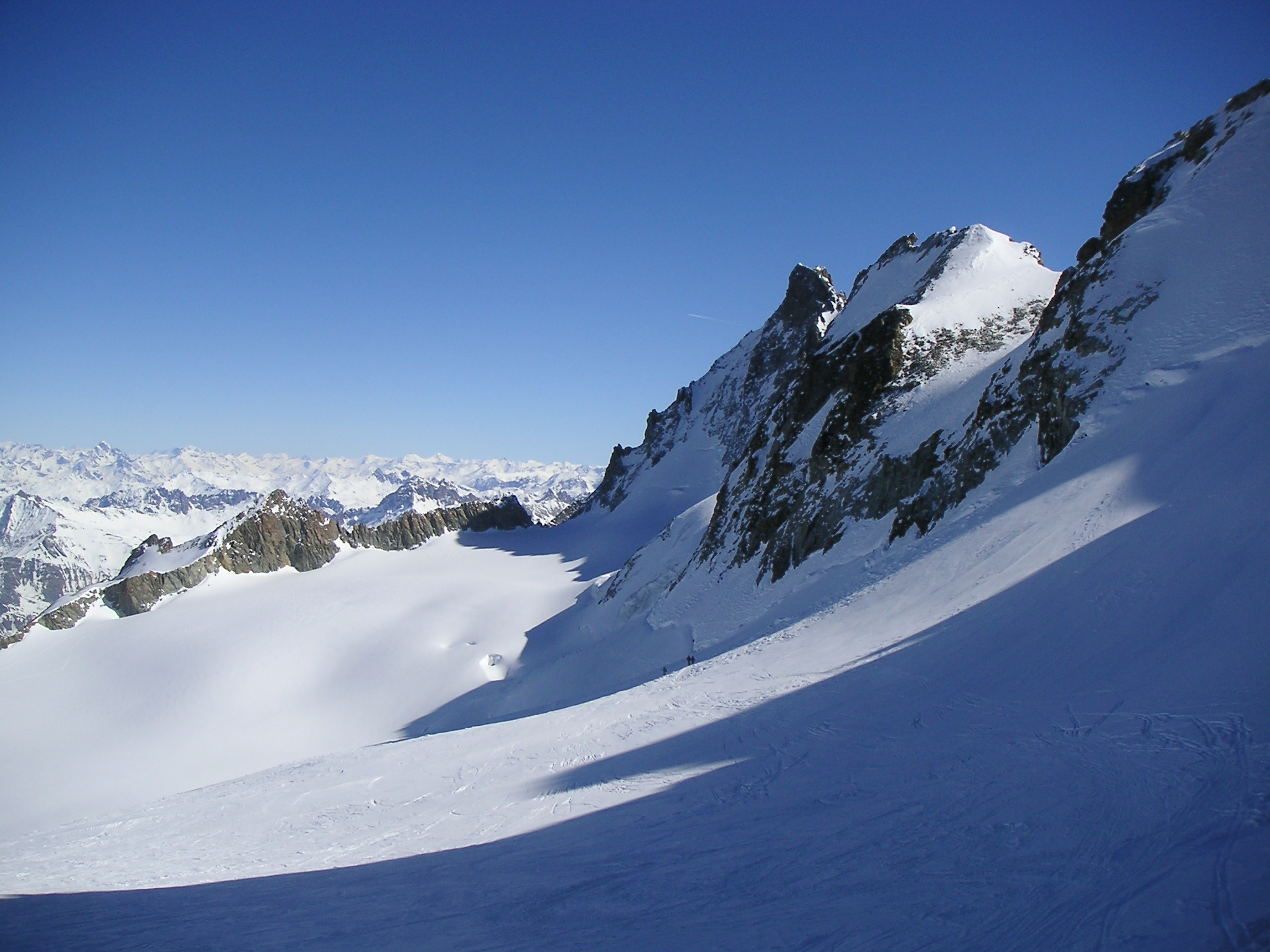
Skieurs sur le glacier de la Girose sous le Râteau en mars 2011.

Une partie du domaine skiable, y compris d'été, des Deux Alpes et de la Grave s'étend sur le glacier avec notamment des téléskis implantés directement sur la glace et des pistes de ski.
L'aménagement touristique du glacier est également représenté par des grottes de glace au niveau du col des Ruillans (3 211 m), à proximité immédiate de la gare d'arrivée des téléphériques des Glaciers de la Meije,. Ce lieu constitue également une aire de décollage de vol libre, un site de randonnée glaciaire et une destination de randonnée en été et de ski de randonnée en hiver depuis la combe de Malaval et le village de la Grave, éventuellement via le refuge Évariste Chancel et le lac de Puy Vachier.

## Histoire
Jusqu'au XVIIIe siècle au moins, il est considéré comme faisant partie intégrante du glacier de Mont-de-Lans qui s'étend alors pour les géographes entre le Râteau à l'est et le Jandri à l'ouest.
Dans la seconde moitié du XXe siècle, il est aménagé pour la pratique du ski avec le développement de remontées mécaniques et de pistes de ski qui s'étendent également sur le glacier voisin de Mont-de-Lans. Ce développement du domaine skiable de la Grave en lien avec la station des Deux Alpes se fait concomitamment avec la construction des téléphériques des Glaciers de la Meije qui relient le village de la Grave au col des Ruillans en bordure nord-est du glacier depuis 1978,. Dès sa conception dans les années 1950 et 1960, les téléphériques des Glaciers de la Meije envisagent la possibilité d'un troisième tronçon qui vise à rallier le dôme de la Lauze en survolant le glacier de la Girose. Après des années d'études et de recours, la concrétisation de ce projet avec le début des travaux à l'automne 2023 soulève de nombreuses oppositions, notamment de la part d'associations écologistes, et la création d'une ZAD sur le glacier, à 3 400 mètres d'altitude,.

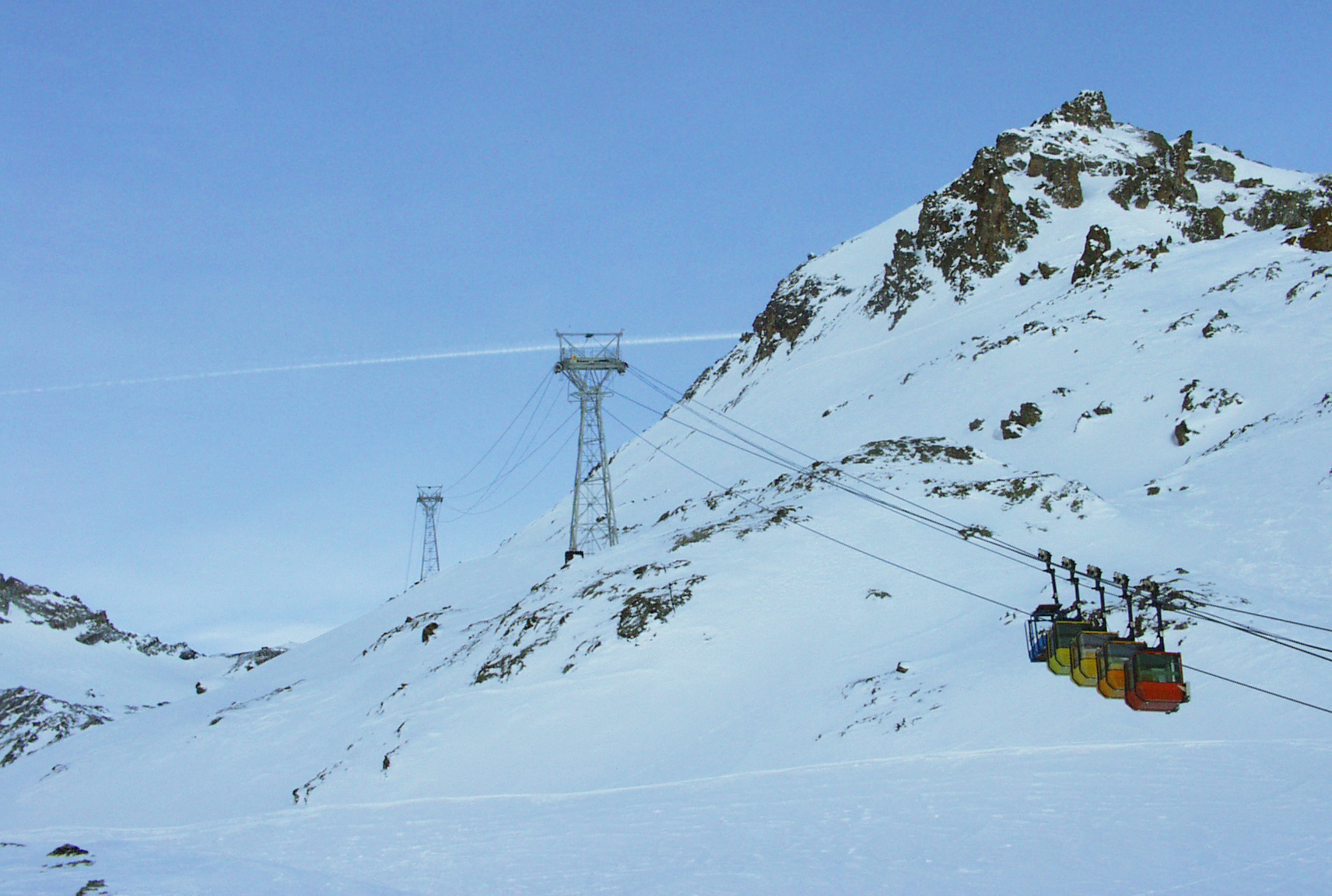
Le second tronçon des téléphériques des Glaciers de la Meije sous le glacier de la Girose en février 2010.